# Arbory Hill

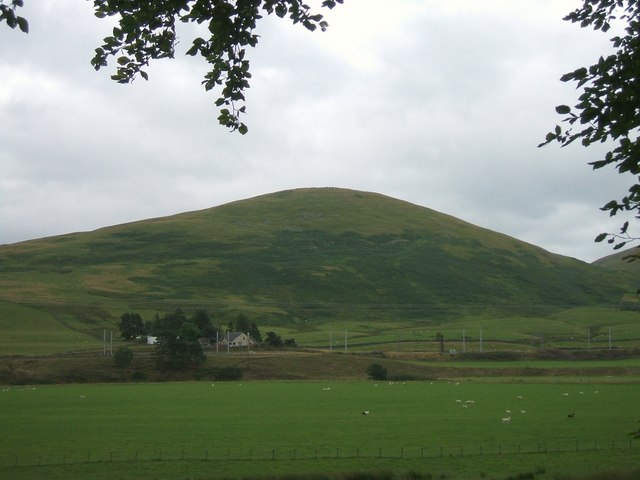
Arbory Hill

Das Hillfort auf dem 429 m hohen Arbory Hill liegt etwa 1,5 km nordöstlich von Abington in South Lanarkshire in Schottland.
Die Reste des gut erhaltenen doppelt umwallten Hillforts aus der Eisenzeit krönen den Hügel. Die einsame Position des Forts führte zur hervorragenden Erhaltung der Wälle und zum, für Lanarkshire seltenen, Erhalt von Teilen eines Feldsystems.
Die frühen Einhegungen bestanden aus zwei Wällen mit äußeren Gräben. Den größten Teil des Kreises verlaufen die Wälle konzentrisch und eng benachbart. Im Osten divergieren ihre Linien und schaffen einen Raum, der als Viehpferch verwendet worden sein könnte. Ein Merkmal der frühen Phase ist die Zahl von fünf Zugängen, was eine Verteidigung geschwächt hätte.
In der zweiten Phase wurde das umschlossene Gebiet in Übereinstimmung mit dem Vorgehen in vielen Forts in Lanarkshire um etwa 50 % reduziert. Statt Wällen und Gräben wurden ein mit Mauern umgebenes Gehege errichtet und die Zahl der Zugänge auf zwei reduziert. Innerhalb des Geheges sind Spuren dreier Ringgrabenhäuser sowie einer Plattform zu finden. Zwischen der Mauer und dem inneren Wall der frühen Phase befinden sich mehrere andere vage Plattformen, auf denen sich Holzhäuser befunden haben können.

## Feldsystem
Ungefähr 75 m östlich gibt es einen linearen Erdwall über den Hals des Sattels. Solche Erdwerke wurden mit Grenzfestungen in Verbindung gebracht, und es wurde angenommen, dass sie eine äußere Verteidigungslinie bilden. Jüngste Arbeiten deuten darauf hin, dass es sich um zeitgenössische Feldsysteme handelt, die als Feldgrenze fungierten und Tiere fernhielten. Luftaufnahmen, die bei leichter Schneebestäubung aufgenommen wurden, enthüllten Spuren von 1,20 m breiten Beeten. Da die Reste so gering sind, können sie vom Boden aus kaum gesehen werden. Ihre Entdeckung war jedoch eine der bedeutendsten in den jüngsten Siedlungsstudien aus der Eisenzeit, und weitere Beispiele wurden in großem Umfang gefunden, doch bisher ist Arbory das einzige Beispiel in Lanarkshire.
Das Dorf Abington, der Clyde, die Autobahn A74 (M) und die Bahnlinie sind in dem engen Tal eingekeilt.